# 25717 Ritikmal
25717 Ritikmal (tên chỉ định: 2000 AW168) là một tiểu hành tinh vành đai chính. Nó được phát hiện bởi dự án Nghiên cứu tiểu hành tinh gần Trái Đất Lincoln ở Socorro, New Mexico, ngày 7 tháng 1 năm 2000. Nó được đặt theo tên Ritik Malhotra, an American high school student whose electrical và mechanical engineering project won second place ở the 2009 Giải thưởng Khoa học và Kỹ thuật Intel.